# Michel Larocque
Michel Raymond „Bunny“ Larocque (* 6. April 1952 in Hull, Québec; † 29. Juli 1992 ebenda) war ein kanadischer Eishockeytorwart, der von 1973 bis 1984 für die Canadiens de Montréal, Toronto Maple Leafs, Philadelphia Flyers und St. Louis Blues in der National Hockey League spielte.

## Karriere
Während seiner Juniorenzeit spielte er zusammen mit Denis Potvin bei den Ottawa 67’s. Er war einer der talentiertesten jungen Torhüter seines Jahrgangs. Beim NHL Amateur Draft 1972 holten ihn die Canadiens de Montréal in der ersten Runde als Sechsten.
Er wurde auch für das Trainingscamp zur Summit Series 1972 nominiert. Seine erste Saison als Profi spielte er bei den Nova Scotia Voyageurs in der AHL. Nach einer starken Saison dort holten ihn die Canadiens zur Saison 1973/74 in die NHL. Die Nummer eins im Tor des Teams, Ken Dryden, legte ein Jahr Pause ein und so kam er als Nummer zwei hinter Wayne Thomas zu 27 Einsätzen. Als Dryden zur darauffolgenden Saison zurückkehrte, war er die alleinige Nummer zwei hinter dem Toptorwart der Liga. In dieser Zeit holte das Torwartduo dreimal die Vezina Trophy und die Canadiens gewannen vier Stanley Cups.
Nachdem Dryden seine Karriere beendet hatte, bestritt Larocque in der Saison 1979/80 die meisten Spiele für die Canadiens. Doch die neue Nummer zwei Denis Herron kam fast auf dieselbe Anzahl an Spielen. Mit den beiden buhlte auch Richard Sévigny um den Stammplatz und konnte in der darauffolgenden Saison den Stammplatz für sich verbuchen. Nachdem mit Rick Wamsley ein weiterer Torwart auf dem Sprung in den Kader war, trennten sich die Wege der Canadiens und Larocque.
Bei den Toronto Maple Leafs löste er Jiří Crha im Tor ab. Die Verteidigung der Leafs war schwach und er musste sehr häufig hinter sich greifen. Im Laufe der Saison 1982/83 wechselte er zu den Philadelphia Flyers, für die er nur zweimal spielte und wo er nicht an Pelle Lindbergh vorbeikam. In die Saison 1983/84 startete er mit den St. Louis Blues. Meist spielte er in der AHL bei den Springfield Indians und in der IHL bei den Peoria Rivermen. Dort beendete er 1985 seine Karriere.
Michel Larocque starb 1992 im Alter von 40 Jahren an einem Gehirntumor in seiner Heimatstadt Hull.

## Sportliche Erfolge
- Stanley Cup: 1976, 1977, 1978 und 1979

### Persönliche Auszeichnungen
- OHA-Jr. Second All-Star Team: 1971
- OMJHL First All-Star Team: 1972
- Dave Pinkney Trophy: 1972
- AHL Second All-Star Team: 1973
- Harry „Hap“ Holmes Memorial Award: 1973 gemeinsam mit Michel Deguise
- Vezina Trophy: 1977, 1978 und 1979 jeweils gemeinsam mit Ken Dryden sowie 1981 gemeinsam mit Denis Herron und Richard Sévigny